# Patellapis albofilosa
Patellapis albofilosa är en biart som först beskrevs av Cockerell 1937.  Patellapis albofilosa ingår i släktet Patellapis och familjen vägbin. Inga underarter finns listade i Catalogue of Life.